# 杜比夫卡 (白采爾克瓦區)
49°25′29″N 30°28′48″E / 49.42472°N 30.48000°E

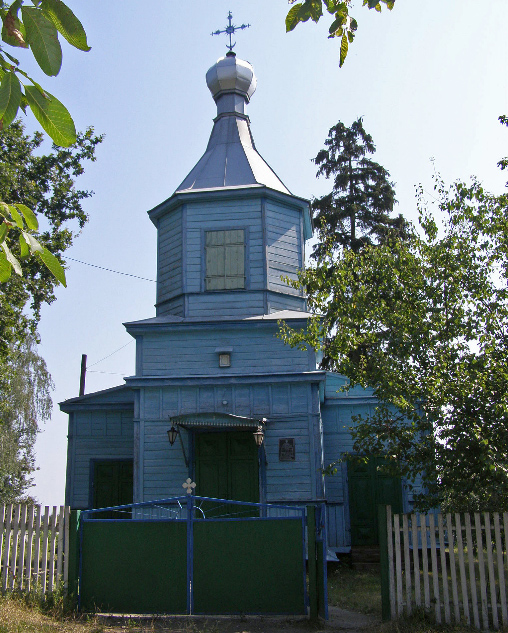
教堂

杜比夫卡（烏克蘭語：Дубівка）是位於烏克蘭北部的村莊，由基辅州白采爾克瓦區的塔拉夏市鎮負責管轄。該村始建於1765年，面積1.22平方公里，海拔高度224米，2001年人口485，人口密度每平方公里396.6人。